# Gonda (dystrykt Gonda)
Gonda – miasto w północnych Indiach w stanie Uttar Pradesh, na Nizinie Hindustańskiej.
Populacja miasta w 2001 roku wynosiła 122 164 mieszkańców.